# Код EPPO
Код EPPO, раніше знаний як код Bayer —кодований ідентифікатор, який використовується Європейською та Середземноморською організаціями захисту рослин (EPPO) в системі, розробленій для унікальної ідентифікації організмів — а саме рослин, шкідників та патогенів — важливих для сільського господарства та захиста врожаю. Коди EPPO є основним компонентом бази даних назв, як наукових, так і вернакулярних. Хоча спочатку його було започатковано корпорацією Bayer, офіційний список кодів зараз веде EPPO.

## База даних коду EPPO
Всі коди та пов'язані з ними назви включені до бази даних (Глобальна база даних EPPO). Загалом у базі даних EPPO перелічено понад 68 500 видів, у тому числі:
- 36 000 видів рослин (наприклад, культурні, дикорослі рослини та бур'яни)
- 24 000 видів тварин (наприклад, комахи, кліщі, нематоди, гризуни)
- 8500 видів мікроорганізмів (наприклад, бактерії, гриби, віруси та вірусоподібні)

Рослини позначаються п'ятибуквеним кодом, інші організми — шестибуквеним. У багатьох випадках коди є мнемонічними скороченнями наукової назви організму, що походять від перших трьох-чотирьох букв роду та перших двох букв виду. Наприклад, кукурудзі (Zea mays) був присвоєний код «ZEAMA»; код для Phytophthora infestans — «PHYTIN». Унікальний і постійний код для кожного організму забезпечує скорочений метод запису виду. Код EPPO дозволяє уникнути багатьох проблем, спричинених переглядом наукових назв та систематики, що часто призводить до використання різних синонімів для одного виду. Коли таксономія змінюється, код EPPO залишається незмінним. Система EPPO використовується урядовими організаціями, заповідними установами та дослідниками.